# René Echevarria
René Echevarria es un guionista y productor de televisión estadounidense, de ascendencia cubana, conocido principalmente por ser el escritor de numerosos episodios de Star Trek: la nueva generación y Star Trek: espacio profundo nueve, y el cocreador de la serie Los 4400.
Acudió a la Universidad Duke, donde consiguió la licenciatura en Historia en 1984. También se dedicó al teatro antes de comenzar su carrera como guionista y productor en televisión.

## Filmografía
- Star Trek: la nueva generación: guionista (15 episodios, 1990-1994).
- Star Trek the Experience: The Klingon Encounter: guionista (1998).
- Star Trek: espacio profundo nueve: productor (77 episodios, 1994 - 1997) y guionista (23 episodios, 1994-1999).
- Now and Again (22 episodios, 1999 - 2000): productor, supervisor y guionista.
- Dark Angel: productor ejecutivo (2000 - 2002) y guionista (4 episodios, 2000-2002).
- MDs: productor ejecutivo (10 episodios, 2002) y guionista (Un episodio, 2002).
- Los 4400: productor ejecutivo (5 episodios, 2004) y guionista (18 episodios, 2004 - 2007).
- Medium: productor ejecutivo (62 episodios, 2005 - 2008) y guionista (7 episodios, 2005-2008).
- Castle: productor ejecutivo
- Carnival Row: productor ejecutivo y guionista (2019 -)